# Congreso Internacional de Historia de la Lengua Española
El Congreso Internacional de Historia de la Lengua Española o AHLE es un congreso dedicado a la historia del español que se celebra cada tres años. La organización de este evento cultural es obra de la Asociación de Historia de la Lengua Española, dependiente de la Universidad de Extremadura.

## Congresos celebrados
| Edición | Fecha                                    | Ciudad                 | País   |
| ------- | ---------------------------------------- | ---------------------- | ------ |
| I       | 30 de marzo al 4 de abril de 1987        | Cáceres                | España |
| II      | 5 de marzo de 1990                       | Sevilla                | España |
| III     | 22 al 27 de noviembre de 1993            | Salamanca              | España |
| IV      | 1° al 5 de abril de 1997                 | La Rioja               | España |
| V       | 31 de enero al 4 de febrero de 2000      | Valencia               | España |
| VI      | 29 de septiembre al 3 de octubre de 2003 | Madrid                 | España |
| VII     | 4 al 8 de septiembre de 2006             | Mérida                 | México |
| VIII    | 14 al 18 de septiembre de 2009           | Santiago de Compostela | España |
| IX      | 10 al 14 de septiembre de 2012           | Cádiz                  | España |
| X       | 7 al 11 de septiembre de 2015            | Zaragoza               | España |
| XI      | 6 al 10 de agosto de 2018                | Lima                   | Perú   |
| XII     | 16 al 20 de mayo de 2022                 | León                   | España |